# Autoritratto con pelliccia
L'Autoritratto con pelliccia è un dipinto a olio su tavola (67x49 cm) di Albrecht Dürer, datato 1500 e conservato nell'Alte Pinakothek di Monaco di Baviera. Si tratta dell'ultimo e più celebre autoritratto di Dürer, vera pietra miliare dell'autoconsiderazione dell'artista nell'arte europea.

## Storia
Nell'inverno dell'anno 1500 Dürer aveva appena oltrepassato, secondo la concezione del suo tempo, la soglia dell'età virile. Attraverso l'attività grafica aveva già acquisito una fama europea. Le sue incisioni su rame avevano superato, per precisione e accuratezza nell'esecuzione, quelle di Schongauer. Presumibilmente incitato dagli amici di formazione umanistica, egli aveva per primo introdotto rappresentazioni che richiamano i concetti anticheggianti della filosofia neoplatonica di Marsilio Ficino e del suo circolo.
Che Dürer fosse cosciente del proprio ruolo nel processo di evoluzione dell'arte lo prova proprio l'Autoritratto con pelliccia, l'ultimo dei suoi tre autoritratti in pittura. 
Dopo la morte del pittore l'autoritratto venne custodito nel municipio di Norimberga, dove si trovava ancora nell'ultimo quarto del Cinquecento. Venne sottratto alla città nel XVIII secolo, approdando alle collezioni reali di Baviera nei primi anni dell'Ottocento.

## Descrizione e stile

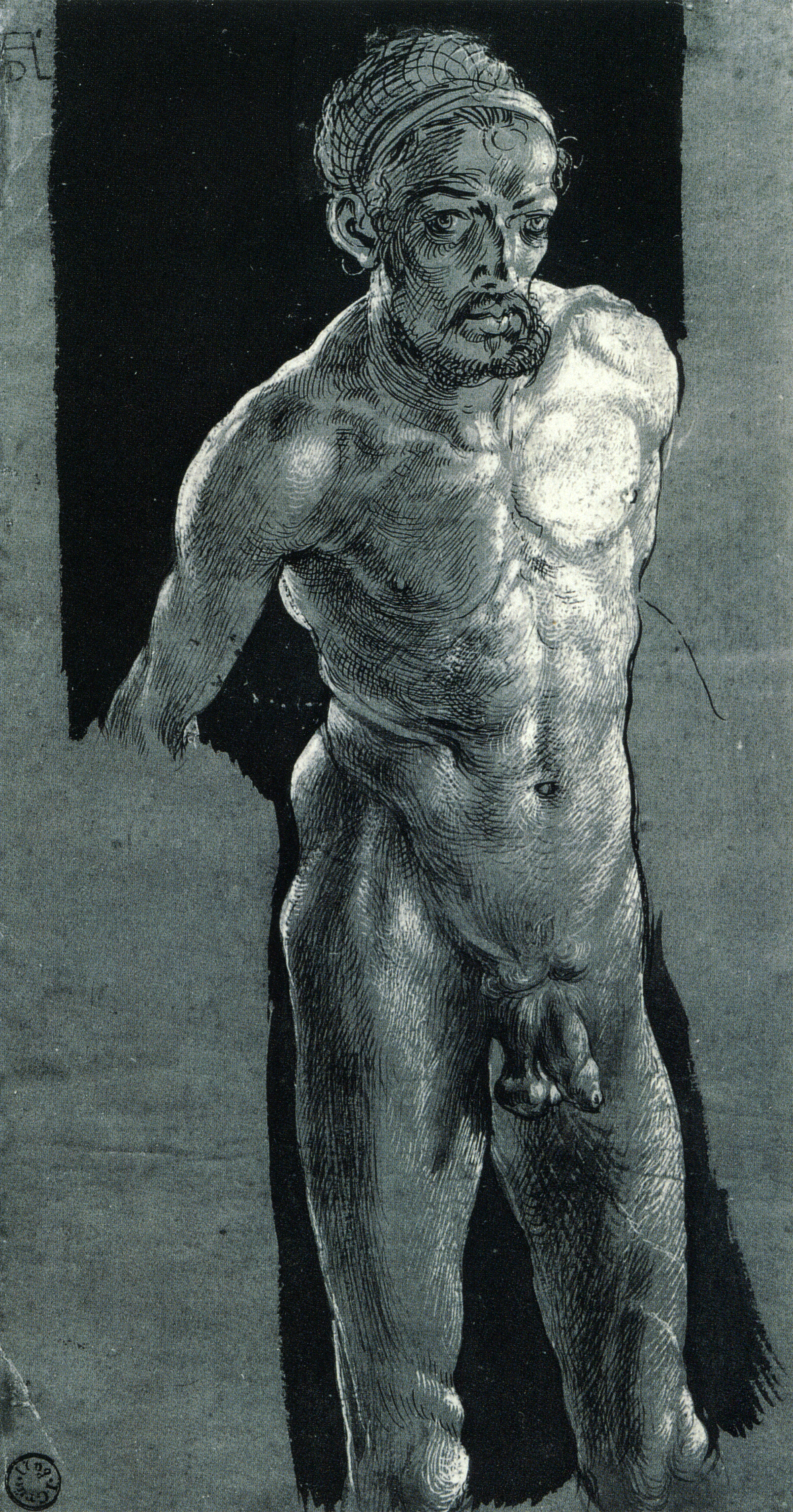
Autoritratto nudo (1503-1505)

In questo ritratto l'artista adottò una posizione rigidamente frontale, secondo uno schema di costruzione utilizzato nel Medioevo per l'immagine di Cristo. In questo senso egli si riferisce alle parole della creazione nell'Antico Testamento, ovvero che Dio creò l'uomo a propria somiglianza. Tale idea era stata affrontata in particolare dai neoplatonici fiorentini vicini a Marsilio Ficino e non veniva riferita solo all'apparenza esteriore, ma anche riconosciuta nelle capacità creative dell'uomo. A sottolineare quest'analogia tra il pittore e Cristo c'è anche la ieraticità e la semplificazione dei volumi, di ascendenza bizantina, o la posizione della mano, splendidamente descritta, che ricorda il tradizionale gesto benedicente del Salvatore.
Inoltre Dürer pose accanto al proprio ritratto un'iscrizione in latino (ALBERTUS DURERUS NORICUS | IPSUM ME PROPRIJS SIC EFFIN|GEBAM COLORIBUS AETATIS | ANNO XXVIII, forse dettata dall'amico Willibald Pirckheimer), che indica: "Io Albrecht Dürer di Norimberga, all'età di ventotto anni, con colori appropriati ho creato me stesso a mia immagine". Con intenzione qui è stato scelto il termine "creato" piuttosto che "dipinto". Nel suo profondo senso religioso, l'artista scrisse infatti che la capacità dell'artista partecipa da vicino al potere creativo divino, essendo investito del suo talento da Dio stesso. 
L'Autoritratto del 1500 non nasce però come un atto di presunzione, bensì indica la considerazione che gli artisti europei di quel tempo avevano di sé stessi. Ciò che persino i grandi artisti italiani, come per esempio Leonardo da Vinci, avevano espresso solo a parole, Albrecht Dürer l'espresse nella forma dell'autoritratto.
Il viso è particolarmente espressivo e magnetico, con un'espressione serena e imperturbabile, incorniciato da una cascata simmetrica di lunghi ricci biondi. Indossa un elegante manto, bordato di pelliccia, che esalta l'elevato status sociale raggiunto dall'artista. Alcuni hanno scritto che l'Autoritratto di Monaco segna il passaggio da una considerazione intuitiva dell'arte, che venne sviluppata nei suoi scritti teorici sull'arte. 
L'esatto opposto di questa rappresentazione di sé è l'autoritratto nudo, un disegno a penna e pennello (conservato a Weimar) su carta preparata con un colore verde di fondo, nel quale l'artista si è ritratto nudo con un realismo spietato. Questo foglio, compiuto tra il 1500 e il 1505 circa, prova l'enorme grandezza dell'uomo e dell'artista Dürer. Si deve però prendere atto del fatto che queste due testimonianze di autosservazione e di autovalutazione, finché Dürer rimase in vita, furono così poco conosciute dal vasto pubblico quanto gli scritti letterari di Leonardo. Esso acquista però un importante significato anche in un altro senso, quello degli studi sulla proporzione, che negli anni dopo il 1500 diedero i loro primi risultati.